# チカ・トルメンタ
チカ・トルメンタ（Chica Tormenta、1984年8月29日 - ）は、メキシコの女子プロレスラー。リングネームはスペイン語で「嵐を呼ぶ女」を意味する。初来日時はレディ・ストームと呼ばれていた。

## 経歴
Francisco Gaytan ”Flash”の指導を受け、2006年9月30日デビュー。
その後はAAA、CMLLなどメキシコ国内やアメリカのインディ団体で活躍。メキシコ遠征中の紫雷イオとタッグで対戦したこともある。
2013年、REINAに初参戦。渡日初戦は東部フレンドホールにて日本のレジェンド、ダンプ松本とのシングルに挑み、横入り式エビ固めで勝利。
9月28日、朱里の負傷欠場を受け、WNCラゾーナ川崎プラザソル大会に緊急参戦。来日後初のミックスドマッチとしてE・H・D・パンテーラと組み、児玉裕輔&セリーナと対戦するが、パンテーラが児玉のラ・マヒストラルに敗れる。
11月2日、REINA新木場1stRING大会にてエニウェアフォールデスマッチでダンプと再戦、北側スタンドの花道でラリアットを叩き込まれ敗戦。試合後、極悪同盟入りを志願したが、「出直して来い」と一喝され帰国。